# Mali-V500
Le Mali-V500 est un processeur vidéo (ou VPU), conçu par la société ARM et destiné à décoder des vidéos au sein des SoC d'architecture ARM.
Il supporte du full HD 1080p60 avec un VPU simple cœur à une résolution 4K à 120 images par seconde en version huit cœurs. Il peut également encoder ou décoder plusieurs flux HD en parallèle.
Il comporte une technologie appelée ARM Frame Buffer Compression (AFBC), permettant une compression sans perte de la vidéo, afin de réduire la taille mémoire nécessaire aux tampons vidéo et de réduire ainsi la consommation globale du SoC.

## Spécifications
- Formats d'encodage : H.264, VP8
- Formats de décodage : H.264, H.263, MPEG4, MPEG2, VC-1/WMV, RealMedia, VP8
- Bus supportés : AMBA3 AXI et AMBA 4 ACE Lite
- Fréquence : 600 MHz
- Mémoire : MMU permettant de gérer la mémoire externe
- Résolution supportée : 1080p60 (à partir d'un cœur) à 4k120 (2160p) (version 8 cœurs)